# 254-та мотострілецька дивізія (СРСР)
254-та мотострілецька Черкаська ордена Леніна Червонопрапорна орденів Суворова, Кутузова і Богдана Хмельницького дивізія (254 МСД, в/ч 37795) — військове з'єднання мотострілецьких військ Радянської армії, що існувало у 1957—1992 роках. Дивізія веде свою історію від 27-ї мотострілецької дивізії, що була переформована 20 квітня 1957 року на основі 27-ї механізованої дивізії у місті Секешфегервар, Угорська Народна Республіка. Дивізія відносилась до військ постійної готовності першого ешелону, тому була укомплектована особовим складом і технікою на майже 100%. Від 11 січня 1965 вона була перейменована на 254-ту мотострілецьку дивізію.
До 1990 року перебувала у складі Південної групи військ. На початку 90-х виведена з Угорщини до м. Артемівськ, Донецька область.
У січні 1991 року дивізія включила до свого складу залишки розформованої 36-ї мотострілецької дивізії. Після розпаду СРСР 1992 року була переформована на 52-гу механізовану дивізію Збройних сил України, а згодом на 52-гу окрему механізовану бригаду.

## Історія
Створена 20 квітня 1957 року, як 27-ма мотострілецька дивізія на основі 27-ї механізованої дивізії у місті Секешфегервар, Угорська Народна Республіка. 
У 1961 році було сформовано 338-й окреми ракетний дивізіон.
Від 19 лютого 1962 було сформовано 72-й окремий ремонтно-відновлювальний батальйон.
У травні 1962 було сформовано 27-й окремий танковий батальйон.
Від 11 січня 1965 вона була перейменована на 254-ту мотострілецьку дивізію.
У 1968 році 421-й окремий саперний батальйон було перейменовано на 421-й окремий інженерно-саперний батальйон, а також було сформовано 446-й окремий протитанковий артилерійський дивізіон.
У 1972 році 000 окрему роту хімічного захисту було переформовано на 16-й окремий батальйон хімічного захисту.
У 1980 році 000 окремий моторизований транспортний батальйон було перейменовано на 1120-й окремий батальйон матеріального забезпечення.
У грудні 1989 року 96-й мотострілецький полк було заміщено на 5-й гвардійський мотострілецький полк.
У січні 1991 року вона включила до свого складу залишки розформованої 36-ї мотострілецької дивізії, 1092-й зенітний ракетний полк було заміщено на 1215-й зенітний ракетний полк, а 27-й окремий танковий батальйон було розформовано.
У січні 1992 року перейшла під юрисдикцію України. Після 1992 року була переформована на 52-гу механізовану дивізію, а згодом — на 52-гу окрему механізовану бригаду.

## Структура
Протягом історії з'єднання його стурктура та склад неодноразово змінювались.

### 1960
- 78-й гвардійський мотострілецький полк (Дьйор, Угорщина)
- 95-й мотострілецький полк (Хаджмаскер[en], Угорщина)
- 96-й мотострілецький полк (Сомбатгей, Угорщина)
- 66-й танковий полк (Хаджмаскер[en], Угорщина)
- 297-й артилерійський полк (Фертед, Угорщина)
- 1092-й зенітний артилерійський полк (Секешфегервар, Угорщина)
- 15-й окремий розвідувальний батальйон (Секешфегервар, Угорщина)
- 421-й окремий саперний батальйон (Тамаші, Угорщина)
- 673-й окремий батальйон зв'язку (Секешфегервар, Угорщина)
- 000 окрема рота хімічного захисту (Секешфегервар, Угорщина)
- 271-й окремий санітарно-медичний батальйон (Хаджмаскер[en], Угорщина)
- 000 окремий моторизований транспортний батальйон (Секешфегервар, Угорщина)

### 1970
- 78-й гвардійський мотострілецький полк (Дьйор, Угорщина)
- 95-й мотострілецький полк (Хаджмаскер[en], Угорщина)
- 96-й мотострілецький полк (Сомбатгей, Угорщина)
- 66-й танковий полк (Хаджмаскер[en], Угорщина)
- 297-й артилерійський полк (Фертед, Угорщина)
- 1092-й зенітний артилерійський полк (Секешфегервар, Угорщина)
- 27-й окремий танковий батальйон (Хаджмаскер[en], Угорщина)
- 338-й окремий ракетний дивізіон (Секешфегервар, Угорщина)
- 446-й окремий протитанковий артилерійський дивізіон (Секешфегервар, Угорщина)
- 15-й окремий розвідувальний батальйон (Секешфегервар, Угорщина)
- 421-й окремий інженерно-саперний батальйон (Тамаші, Угорщина)
- 673-й окремий батальйон зв'язку (Секешфегервар, Угорщина)
- 000 окрема рота хімічного захисту (Секешфегервар, Угорщина)
- 72-й окремий ремонтно-відновлювальний батальйон (Хаджмаскер[en], Угорщина)
- 271-й окремий санітарно-медичний батальйон (Хаджмаскер[en], Угорщина)
- 000 окремий моторизований транспортний батальйон (Секешфегервар, Угорщина)

### 1980
- 78-й гвардійський мотострілецький полк (Дьйор, Угорщина)
- 95-й мотострілецький полк (Хаджмаскер[en], Угорщина)
- 96-й мотострілецький полк (Сомбатгей, Угорщина)
- 66-й танковий полк (Хаджмаскер[en], Угорщина)
- 297-й артилерійський полк (Фертед, Угорщина)
- 1092-й зенітний ракетний полк (Секешфегервар, Угорщина)
- 27-й окремий танковий батальйон (Хаджмаскер[en], Угорщина)
- 338-й окремий ракетний дивізіон (Секешфегервар, Угорщина)
- 446-й окремий протитанковий артилерійський дивізіон (Секешфегервар, Угорщина)
- 15-й окремий розвідувальний батальйон (Секешфегервар, Угорщина)
- 421-й окремий інженерно-саперний батальйон (Тамаші, Угорщина)
- 673-й окремий батальйон зв'язку (Секешфегервар, Угорщина)
- 16-й окремий батальйон хімічного захисту (Секешфегервар, Угорщина)
- 72-й окремий ремонтно-відновлювальний батальйон (Хаджмаскер[en], Угорщина)
- 271-й окремий медичний батальйон (Хаджмаскер[en], Угорщина)
- 1120-й окремий батальйон матеріального забезпечення (Секешфегервар, Угорщина)

### 1988
- 78-й гвардійський мотострілецький полк (Дьйор, Угорщина)
- 95-й мотострілецький полк (Хаджмаскер[en], Угорщина)
- 96-й мотострілецький полк (Сомбатгей, Угорщина)
- 66-й танковий полк (Хаджмаскер[en], Угорщина)
- 297-й артилерійський полк (Фертед, Угорщина)
- 1092-й зенітний ракетний полк (Секешфегервар, Угорщина)
- 27-й окремий танковий батальйон (Хаджмаскер[en], Угорщина)
- 338-й окремий ракетний дивізіон (Секешфегервар, Угорщина)
- 446-й окремий протитанковий артилерійський дивізіон (Секешфегервар, Угорщина)
- 15-й окремий розвідувальний батальйон (Секешфегервар, Угорщина)
- 421-й окремий інженерно-саперний батальйон (Тамаші, Угорщина)
- 673-й окремий батальйон зв'язку (Секешфегервар, Угорщина)
- 16-й окремий батальйон хімічного захисту (Секешфегервар, Угорщина)
- 72-й окремий ремонтно-відновлювальний батальйон (Хаджмаскер[en], Угорщина)
- 271-й окремий медичний батальйон (Хаджмаскер[en], Угорщина)
- 1120-й окремий батальйон матеріального забезпечення (Секешфегервар, Угорщина)

## Розташування
- Штаб (Секешфегервар): 47 08 48N, 18 24 37E
- Секешфегерварські казарми: 47 08 33N, 18 24 43E
- Хаджмаскерські казарми: 47 08 58N, 18 01 33E
- Сомбатгейські казарми: 47 14 38N, 16 37 29E
- Дьйорські казарми: 47 40 08N, 17 39 00E
- Фертедські казарми: 47 37 14N, 16 53 26E
- Тамашіські казарми: 46 37 35N, 18 16 00E
- Кішкунмайшські казарми: 46 28 30N, 19 45 53E (5-й гвардійський мотострілецький полк)
- Папські казарми: 47 18 12N, 17 29 28E (78-й гвардійський мотострілецький полк)

### Україна
- Артемівські казарми: 48 35 43N, 37 58 39E (78-й гвардійський мотострілецький полк, 297-й артилерійський полк та дивізійні підрозділи забезпечення)
- Коммунарські казарми: 48 28 36N, 38 48 22E (5-й гвардійський мотострілецький полк)
- Луганські казарми: 48 35 03N, 39 15 43E (95-й мотострілецький полк та 1215-й зенітний ракетний полк)
- Трьохізбенські казарми: 48 47 04N, 38 54 04E (66-й танковий полк, 15-й окремий розвідувальний батальйон та 421-й окремий інженерно-саперний батальйон)

## Оснащення
Оснащення на 19.11.90 (за умовами УЗЗСЄ):
- 5-й гвардійський мотострілецький полк: 40 Т-64, 23 БТР-70, 122 БТР-60, 2 БМП-2, 4 БМП-1, 2 БРМ-1К, 18 2С1 «Гвоздика», 18 2С12 «Сані», 1 МТ-55А, 3 ПРП-3 та 1 ПУ-12
- 78-й гвардійський мотострілецький полк: 41 Т-64, 130 БТР-60, 2 БМП-2, 4 БМП-1, 2 БРМ-1К, 18 2С1 «Гвоздика», 1 МТ-55А, 2 ПРП-3 та 1 ПУ-12
- 95-й мотострілецький полк: 40 Т-64, 58 БМП-2, 73 БМП-1, 2 БРМ-1К, 1 БТР-60, 18 2С1 «Гвоздика», 1 МТ-55А, 2 БМП-1КШ та 1 ПУ-12
- 66-й танковий полк: 94 Т-64, 12 БМП-2, 5 БМП-1, 2 БРМ-1К, 18 2С1 «Гвоздика», 2 ПРП-3, 1 ПУ-12, 2 МТ-55А та 1 МТУ-20
- 297-й артилерійський полк: 54 2С3 «Акація», 18 БМ-21 «Град», 7 ПРП-3, 3 1В18, 1 1В19, 1 Р-145БМ та 1 БТР-60
- 1215-й зенітний ракетний полк: ЗРК «Куб» (SA-6) та 1 Р-156БТР
- 15-й окремий розвідувальний батальйон: 6 Т-64, 8 БМП-1, 7 БРМ-1К, 6 БТР-70 та 1 БТР-60
- 421-й окремий інженерно-саперний батальйон: 3 УР-67 та 4 БТР-60